# Tirrena-Adriàtica 1978
La Tirrena-Adriàtica 1978 va ser la 13a edició de la Tirrena-Adriàtica. La cursa es va disputar en un pròleg inicial i cinc etapes, la darrera d'elles dividida en dos sectors, sent el segon la tradicional contrarellotge individual pels carrers de San Benedetto del Tronto, entre l'11 i el 16 de març de 1978, amb un recorregut final de 864 km.
El vencedor de la cursa, després de sis victòries consecutives de Roger de Vlaeminck, fou l'italià Giuseppe Saronni (Scic), que s'imposà al noruec Knut Knudsen (Bianchi) i el també italià Francesco Moser (Sanson), segon i tercers respectivament en la classificació general.

## Etapes
| Etapa | Data       | Recorregut                            | Km    | Vencedor d'etapa          | Líder de la general    |
| ----- | ---------- | ------------------------------------- | ----- | ------------------------- | ---------------------- |
| Pr.   | 11 de març | Santa Marinella - Santa Severa (CRI)  | 8,0   | Giuseppe Saronni (ITA)    | Giuseppe Saronni (ITA) |
| 1a    | 12 de març | Santa Marinella - Ferentino           | 198,0 | Vittorio Algeri (ITA)     | Giuseppe Saronni (ITA) |
| 2a    | 13 de març | Cassino - Paglieta                    | 200,0 | Franco Bitossi (ITA)      | Giuseppe Saronni (ITA) |
| 3a    | 14 de març | Paglieta - Coll de San Giacomo        | 174,0 | Joseph Fuchs (SUI)        | Giuseppe Saronni (ITA) |
| 4a    | 15 de març | Corropoli - Civitanova Marche         | 193,0 | Palmiro Masciarelli (ITA) | Giuseppe Saronni (ITA) |
| 5a A  | 16 de març | S.B del Tronto - Corropoli            | 73,0  | Rik van Linden (BEL)      | Giuseppe Saronni (ITA) |
| 5a B  | 16 de març | S.B del Tronto - S.B del Tronto (CRI) | 18,0  | Knut Knudsen (NOR)        | Giuseppe Saronni (ITA) |

## Classificació general
|    | Ciclista                | Equip                | Temps       |
| -- | ----------------------- | -------------------- | ----------- |
| 1  | Giuseppe Saronni (ITA)  | Scic                 | 22h 08' 46" |
| 2  | Knut Knudsen (NOR)      | Bianchi              | + 12"       |
| 3  | Francesco Moser (ITA)   | Sanson               | + 45"       |
| 4  | Joseph Fuchs (SUI)      | Fiorella             | + 52"       |
| 5  | Michel Pollentier (BEL) | Flandria-Velda       | + 1' 26"    |
| 6  | Alfredo Chinetti (ITA)  | Selle Royal-Inoxpran | + 1' 45"    |
| 7  | Fausto Bertoglio (ITA)  | Selle Royal-Inoxpran | + 2' 02"    |
| 8  | Wladimiro Panizza (ITA) | Vibor                | + 2' 03"    |
| 9  | Johan de Muynck (BEL)   | Bianchi              | + 2' 18"    |
| 10 | Bruno Wolfer (SUI)      | Zonca                | + 2' 39"    |